# Шанклин
Шанклин е морски курорт и градче на остров Уайт, Англия, разположен на залива Сандаун. Шанклин е най-южното от трите селища, които заемат залива, и е близо до Лейк и Сандаун. Пясъчният плаж, Старото село (Old Village) и гористата клисура Шанклин Чайн (Shanklin Chine) са основните му атракции. Издигнатият път покрай плажа е зает в по-голямата си част от хотели и ресторанти и е една от най-туристически ориентираните части на града. Заедно с Лейк и Сандаун на север, Шанклин има население от 21 374 жители (2011). 

## География
Разположен е на югоизточното стръмно крайбрежие на остров Уайт, на 15 километра от Нюпорт.
Шанклин е на брега на залива Сандаун. Dunnose е голям нос, който се намира югозападно от града. Внушителен и висок, той е служил като триангулационна точка за картите на Обединеното кралство. Край него са станали няколко корабокрушения, най-печално известното е на HMS Eurydice, който потъва с 300 души на борда.
America Wood е горски биорезерват от специален научен интерес, разположен между Шанклин и Whiteley Bank. Той е собственост на Woodland Trust. Достъпен е от покрайнините на Шанклин, по обществени пътеки за пешеходци или коне, които водят в гората. Мястото е понесло щети по време на Голямата буря от 1987 г. и бурята от 1990 г., когато се създават много открити участъци. Има една особено голяма поляна, която постепенно се възстановява. Гората се намира на запад от Нинхам.

## История
От Шанклин през август 1944 г. е прокаран подводен тръбопровод за гориво към френския бряг на Ла Манша в рамките на операция „PLUTO“ (Pipe-Lines Under The Ocean) .
През октомври 1987 г. през града преминава ураган (Голямата буря от 1987 г.), който нанася много разрушения.

## Климат
Шанклин има океански климат ( Cfb ) с меко лято, прохладни нощи, дъждовна зима и нощи със средна температура. Шанклин е едно от най-слънчевите села във Великобритания.

## Икономика
Главният търговски център се състои от две улици, Regent Street и High Street, които заедно съставляват най-голямата търговска площ в южната част на остров Уайт. В близост до улица Regent се намират двата основни супермаркета в града. В самата улица Regent има много местни магазини, включително два магазина за изкуства и занаяти, няколко магазина за дрехи и спорт, три магазина за вестници и три пекарни. High Street също има някои местни магазини, но е доминиран от туристически магазини и ресторанти.

### Транспорт
Жп гара Шанклин е крайната точка на жп линията от Райд, открита на 23 август 1864 г. Железопътната линия е удължена на юг до Вентнор през 1866 г., но този участък е затворен през 1966 г. Линията от Райд до Шанклин сега използва бивши влакове на метрото в Лондон. През октомври 2004 г. директната връзка е възобновена под формата на автобусна услуга, наречена „Железопътна връзка“(Rail link).  Това е прекратено през 2010 г., но е заменено от автобус номер 3 на компанията Southern Vectis.
Автобусните услуги до близките градове и предградия се управляват от Southern Vectis, главно по маршрути 2, 3, 22 и 24 от автобусните стоянки при супермаркета Co-op. Обслужваните дестинации включват Нючърч, Нюпорт, Райд, Сандаун, Вентнор и Уинфорд.  През лятото се изпълнява автобусен маршрут с отворена горна палуба, наречен „The Sandown Bay Tour“, който обслужва основните туристически райони на Шанклин и стига до Сандаун. , но през 2011 г. е закрит.

## Kултура
Има един театър, Shanklin Theatre, който е в горния край на High Street.
През юли и август 1819 г. поетът Джон Кийтс живее със своя приятел Чарлз Армитидж Браун в Eglantine Cottage на High Street, където завършва първата книга на „Ламия“ (Lamia) и започва драмата Ото Велики (Otho the Great).
Шанклин е мястото, където Чарлз Дарвин започва да пише „Произход на видовете" по време на посещение в града.
През юли 1868 г. американският поет Хенри Уадсуорт Лонгфелоу отсяда в Crab Inn в старото село на Шанклин по време на последното си посещение в Европа и оставя едно стихотворение върху камък до кръчмата. Обикновено не се причислява към най-добрите му произведения.
Индипоп групата Trixie's Big Red Motorbike  от 80-те години на XX век е от Шанклин и записва някои от своите записи там.
Заместник-губернаторът на остров Уайт полковник Хенри Гор-Браун се пенсионира в Шанклин преди смъртта си през 1912 г.
Според влиятелната версия на Джоузеф Джейкъбс от 1890 г. на Трите прасенца), Трите прасенца и вълкът живеят близо до Шанклин. 

## Туризъм
Шанклин е на брега на залива Сандаун и следователно е част от дългия плаж, който се простира между Явърланд(Yaverland) на север до Лукомб(Luccombe) на юг. Частта от плажа, разположена до Shanklin, е разделена на Small Hope Beach и Hope Beach. Над Хоуп Бийч(Hope Beach) е крайморския път, който може да се похвали с някои традиционни морски атракции, включително увеселителна аркада, игрище за голф и детска площадка, с пързалки, басейни с топки, подскачащи замъци, люлки и т.н., които можете да наемете за рожден ден на дете парти. Има няколко крайбрежни хотела, скален лифт от крайбрежието до върха на скалата, игрище за пускане, няколко кафенета, ресторанти и пъбове и голям, чист плаж. Шанклин е имал кей, но той е разрушен по време на Голямата буря от 1987 г. По-рано на кея е имало театър, в който се появяват много известни изпълнители, включително Пол Робсън, Ричард Таубер и Артър Аски (чиято дъщеря е посещавала местно училище-интернат, наречено Upper Chine School for Girls). The Summerland Amusement Arcade на брега на морето преди е бил хангар за хидроплани, разположен в Бембридж, където са се помещавали хидросамолети Fairey Campania от ескадрилата на Низам от Хайдерабад. Големи зони от крайбрежната ивица са били сериозно повредени или унищожени по време на бомбардировките през Втората световна война, но са били бързо възстановени след войната, което кара сегашното крайбрежие да представлява разнообразна смесица от викторианска, междувоенна и следвоенна архитектура.
Shanklin Sailing Club се намира в северния край на Esplanade. Основан през 1931 г. като 'Shanklin Amateur Sailing Club', яхтеният клуб разполага с флота от катамарани Sprint 15 и провежда състезания три дни в седмицата през сезона.
По-нататък по плажа е кръчмата Fisherman's Cottage. Това е в дъното на Шанклин Чайн, от което градът носи името си, исторически „Чинклин Чайн“ и в Книгата на Страшния съд от 1086 г. Сенклиз (държан от Уилям Фитцазор; Джоселин ФитцАзор) от „Scen-hlinc“. Чайн е отворен за посещение срещу малка такса и продължава до Rylstone Gardens в старото село. В него има малък участък от тръбата на тръбопровода „Операция Плутон“, който минава през остров Уайт и излиза от Шанклин, а друг клон от Сандаун, за да доставя гориво на войските по време на десанта в Нормандия

## Църкви
В Шанклин има три англикански църкви. Църквата St.Paul's на Риджънт Стрийт съхранява камбаната от HMS Eurydice (1843), потънал при Dunose Point и възпят в поема на Джерард Менли Хопкинс. Църквата Св. Власий, Шанклин – по-известна като старата църква Шанклин – се намира на юг от града и има въжета за камбани, висящи в наоса, и изящна порта на лич. Църквата Св. Спасител на скалата, Шанклин е най-голямата в града и се намира на Queen's Road.
Обединената реформирана църква на остров Уайт се намира в Шанклин. 

## Галерия
- Крайбрежието в Шанклин, 2003 г
- Еспланада Шанклин около 1910 г
- Старо село Шанклин
- Часовникова кула